# Montbodif
Montbodiu (Montboudif en francès) és un municipi francès del departament de Cantal, a la regió d'Alvèrnia-Roine-Alps. En aquesta població va néixer el president francès Georges Pompidou.